# Lonchocarpus brachybotrys
Lonchocarpus brachybotrys är en ärtväxtart som beskrevs av Stephen Troyte Dunn. Lonchocarpus brachybotrys ingår i släktet Lonchocarpus och familjen ärtväxter. Inga underarter finns listade i Catalogue of Life.